# Oregostoma bipartitum
Oregostoma bipartitum är en skalbaggsart som först beskrevs av Bates 1873.  Oregostoma bipartitum ingår i släktet Oregostoma och familjen långhorningar.
Artens utbredningsområde är Paraguay. Inga underarter finns listade i Catalogue of Life.